# Third Lanark Athletic Club
Third Lanark Athletic Club var en fodboldklub i Glasgow, Skotland, der eksisterende i 95 år, fra 1872 til 1967. Third Lanark blev også kaldt Thirds, the Warriors, the Redcoats og the Hi Hi. Det sidste kælenavn er stammer muligvis fra en episode i kamp i slutningen af 1890'erne, hvor en forsvarer sparkede bolden så højt ud af banen, at publikum begyndte af råbe "High High High". Og kælenavnet blev hængene fremover. Klubbens fans begyndte konstant at synge "Hi Hi Hi!" som kampråb under klubbens kampe. Der var en pub med navnet "The Hi Hi Bar" i den sydlige ende af Crown Street i Gorbals-kvarteret i Glasgow, ca. en mile fra klubbens stadion, Cathkin Park, indtil slutningen af 1960'erne.
Third Lanark var en af de mere succesrige klubber i begyndelsen af skotsk fodbolds historie. Klubben vandt den skotske liga i 1903-04 og Scottish Cup i 1888-89 og 1904-05. 
I 1967 gik klubben imidlertid konkurs og blev opløst. Third Lanark var ikke den første store skotske fodboldklub, der gik konkurs. Både tidligere Scottish Cup-vindere Renton og naboklubben Vale of Leven led lignende skæbne, men Third Lanarks netur blev anset for mere bemærkelsesværdig, eftersom klubben var blevet nr. 3 i Skotlands bedste række blot seks år tidligere.